# World So Cold (Mudvayne)
World So Cold è un brano musicale del gruppo alternative metal statunitense Mudvayne, pubblicato nel 2003 dall'etichetta discografica Epic come secondo singolo tratto dall'album The End of All Things to Come, il secondo della band, se non si ha in considerazione The Beginning of All Things to End.

## Videoclip
Il video mostra immagini della band che suona in una stanza, alternate ad immagini che trattano diverse vicende.